# Kallham
Kallham – miejscowość i gmina w Austrii, w kraju związkowym Górna Austria, w powiecie Grieskirchen. Liczy 2 461 mieszkańców.